# Roca de la Rua
La Roca de la Rua és una cinglera que assoleix els 1.110,1 metres d'altitud del terme municipal d'Abella de la Conca, al Pallars Jussà, al vessant occidental del qual es troba el poble de la Rua.
Es troba a l'extrem sud-oriental del terme, acinglerada a la dreta del Rialb.
Al capdamunt hi havia hagut el Castell de la Rua, actualment del tot enrunat.
Es tracta d'un topònim romànic modern, de caràcter purament descriptiu, que fa una referència molt clara al lloc on es dreça el poble de la Rua.